# Adolf Suess
Adolf Suess (ur. 1887 w Radomiu, zm. 3 lipca 1952) – duchowny luterański, profesor Wydziału Teologii Ewangelickiej Uniwersytetu Warszawskiego.

## Życiorys
Odbył studia teologiczne w Dorpacie i 14 kwietnia 1912 został ordynowany na duchownego. Był wikariuszem w Warszawie (1912-1913) i Płocku oraz administratorem parafii w Płocku (1914-1916), Gąbinie (1916-1918) i Kleszczowie (1918-1919). W latach 1919–1920 odbył uzupełniające studia teologiczne na uniwersytecie w Bazylei, które zwieńczył uzyskaniem tytułu licencjata na podstawie dysertacji Der Apostel Paulus als Mystiker. Po powrocie do Polski został w 1921 powołany na stanowisko profesora Nowego Testamentu na Wydziale Teologii Ewangelickiej UW, które zajmował do 1939. W okresie okupacji niemieckiej (1940-1944) był zaangażowany w tajne nauczanie na konspiracyjnym Uniwersytecie Warszawskim. Po II wojnie światowej powrócił do pracy uniwersyteckiej, prowadząc także wykłady z teologii praktycznej. Został pochowany na cmentarzu ewangelicko-augsburskim w Warszawie (aleja 30, rząd 1, miejsce 91).

## Literatura
Biogram w: Eduard Kneifel, Die Pastoren der Evangelisch-Augsburgischen Kirche in Polen. Ein biographisches Pfarrerbuch mit einem Anhang, Eging 1967, s. 171.